# Umanoide
È detto umanoide un qualsiasi oggetto o essere vivente con una forma analoga a quella dell'essere umano.

## Nella fantascienza
Nelle opere di fantascienza sono spesso descritte specie extraterrestri umanoidi. Di solito esternamente sono abbastanza simili agli esseri umani poiché possiedono braccia, gambe e camminano in posizione eretta o semi-eretta, ma hanno spesso un colore della pelle diverso, un numero differente di arti e/o un'anatomia interna diversa. Tra gli esempi gli omini verdi e gli alieni grigi.

## Nel fantasy
Nel fantasy sono descritte molte specie simili all'uomo: elfi, nani, gnomi, folletti, orchi, troll ecc. ... Nei romanzi e/o film fantasy è facile trovare queste "razze" ed alcuni tipi di ibridi come il mezzelfo, il mezzorco.

## Nella robotica
Un robot con sembianze umane nei movimenti e nella forma è detto androide. Nel 2000 Honda ha presentato il robot Asimo.
Altri competitor del settore sono Boston Dynamics con il suo Atlas e l'azienda cinese Unitree.
Al 2025 è stata automatizzata la fase di ordinamento dei componenti nei magazzini e nell'assemblaggio di autoveicoli. Il robot umanoide è in grado di eseguire prelievo, trasporto e posizionamento, manipolando autonomamente migliaia di pezzi di pesi, dimensioni e forme diverse.

## Cronologia
- inizio 2025 : scienziati del MIT hanno creato la prima iride robotica sensibile alla luce e fatta di muscoli "di carne" capaci di dilatarsi e contrarsi in molteplici direzioni[3][4]